# Tréma
Pour les articles homonymes, voir Tréma (homonymie).
Cette page contient des caractères spéciaux ou non latins. S’ils s’affichent mal (▯, ?, etc.), consultez la page d’aide Unicode.
Le tréma ‹ ◌̈ › (du grec ancien : τρῆμα, « trêma », trou, points sur un dé) est un signe diacritique de l'alphabet latin hérité du tréma grec. Il est formé de deux petits points juxtaposés. 
Le tréma est parfois le même signe graphique que l’umlaut allemand, bien que sa signification et son origine soient différentes.

## Histoire
L'emploi du tréma commence, de manière très flottante et assez rarement, dans les langues occidentales à partir du XIIe siècle dans des manuscrits en anglo-normand. Il se trace comme un double accent aigu (redoublement d'un apex). Il faut attendre l'imprimerie pour que son usage se généralise et commence à se codifier à partir du XVIe siècle, époque à laquelle on a copié les usages grecs (cf. Diacritiques de l'alphabet grec). Il semble que ce soit John Palsgrave qui, le premier, l'ait introduit en français vers 1530, à moins qu'il ne s'agisse de Jacobus Sylvius. Dès le milieu du XVIe siècle, on commence à le rencontrer fréquemment, comme l'atteste en 1549 le Dictionnaire Français-Latin de Robert Estienne qui le dénomme pour la première fois.

## Utilisation dans les langues à écriture latine

### En français
En français, le tréma peut se placer sur les voyelles ‹ e ›, ‹ i ›, ‹ u › et ‹ y › pour indiquer, normalement, que la voyelle qui précède doit être prononcée séparément et ne fait pas partie d'un digramme. Par exemple, « maïs » se prononce [mais] (ma-isse) et non pas [mɛ] (comme « mais »). Avec la réforme de l'orthographe de 1990, la signification du tréma évolue et indiquerait plutôt que c'est la lettre sous le tréma qui doit être prononcée séparément (« ambiguë » devient « ambigüe »). Le tréma apparaît également dans des noms communs d'origine étrangère mais considérés comme introduits en français : Länder (pluriel du mot allemand Land) ou ångström (ces deux derniers mots utilisant l'umlaut).
Le tréma est placé après l’accent circonflexe dans l’ordre alphabétique.
Le tréma est placé à droite du « p » sur les claviers AZERTY et CSA (avec touche majuscule), et à droite du « è » sur les claviers QWERTZ utilisés en Suisse.
Il n'existe pas de nom commun contenant ‹ ÿ ›. Il apparaît par contre dans plusieurs noms propres :
- des toponymes : Aÿ, Faÿ-lès-Nemours, Freÿr, L'Haÿ-les-Roses, Moÿ-de-l'Aisne… ;
- les noms de rue : rue et square des Cloÿs dans le 18e arrondissement de Paris, quai Jaÿr dans le 9e arrondissement de Lyon, rue Frédéric Faÿs à Villeurbanne (et le lycée du même nom) ;
- des prénoms ou variantes de prénoms : Loÿs, Aloÿs, Thaÿs, Athénaÿs, Maÿlis, Maÿssa… ;
- des patronymes :
  - les pharaons Aÿ Ier et Aÿ (II) ;
  - Jules Balaÿ, nom d'origine stéphanoise ;
  - Caÿstros, dieu fleuve de Lydie et le fleuve Caÿstre ;
  - La Famille de Croÿ, originaire de Picardie (Crouy) ;
  - Georges Demenÿ, nom d'origine hongroise ;
  - Ghÿs, version française d'un patronyme d'origine flamande (Ghij) ;
  - Pierre Louÿs, poète et romancier, de son vrai nom Pierre Louis ;
  - Jean-Jules-Antoine Lecomte du Nouÿ (d'autres membres de la même famille écrivent leur patronyme "du Noüy") ;
  - La famille Ysaÿe, ou encore de Callataÿ (dont François de Callataÿ), originaires de Belgique ;
  - La famille Allotte de La Fuÿe dont Sophie, mère de Jules Verne ;
  - La famille Pébaÿ dont Eva Pebay-Peyroula, scientifique, patronyme originaire de Beaudéan (Bigorre), dont le tréma est attesté dans des actes antérieurs à la typographie mécanique ;
  - Louis de Hoÿm de Marien, architecte.

### Enalbanais
Dans l'alphabet albanais, la lettre ‹ ë › [ə] est indépendante. Elle est placée après la lettre ‹ e ›.

### Enallemand
En allemand, les lettres ä, ö, ü utilisent le tréma pour noter certaines voyelles résultant du phénomène d'umlaut (ou métaphonie). Dans la tradition germaniste francophone, on utilise par convention le terme umlaut plutôt que tréma pour désigner ce même diacritique, notamment sa variante graphique manuscrite.
Avant 1902, on pouvait utiliser en allemand le tréma comme signe de diérèse, par exemple dans le préfie ‹ aëro- ›, afin d'éviter la lecture fautive äro. En effet, l'écriture de la voyelle ‹ ä › sous la forme ‹ ae › était encore répandue. Depuis 1902, cet usage du tréma n'a plus cours en allemand et on ne trouve plus cet emploi du tréma que dans des noms propres, par exemple Piëch.

### En basque
Le dialecte souletin, parlé dans le pays de Soule, possède la sixième voyelle, ‹ ü › [y], laquelle est soit une évolution locale de ‹ u ›, soit une assimilation de ‹ i › (cf. basque standard du > souletin dü, et basque standard ditu > souletin dütü).

### En catalan
En catalan, le tréma (la dièresi) a deux fonctions. Il est utilisé dans les syllabes güe, güi, qüe, qüi pour remarquer que le u est prononcé, par exemple : aigües ['ajgwəs] (eaux) ou qüestió [kwəsti'o] (question).
Il est aussi employé, comme en français, sur le ‹ i › ou le ‹ u › pour remarquer que ces voyelles ne forment pas de diphthongue avec la voyelle précédente. Par exemple, veïna [bə'inə] (voisine) ou diürn [di'urn] (diurne).

### En suédois et finnois
Dans les alphabets suédois et finnois, ‹ ä › et ‹ ö › sont des lettres indépendantes. Elles sont placées à la fin de l'alphabet, après ‹ z › et ‹ å ›, et ont la même origine que le ‹ ä › et le ‹ ö › allemands, qui ne sont cependant pas des lettres indépendantes. Voir aussi å.

### En espagnol
En espagnol courant, le tréma ne s'emploie que sur ‹ u › afin d'indiquer que cette lettre doit être prononcée lorsqu'elle apparaît dans les groupes güi (lingüística [liŋˈgwistika]) et güe (agüero [aˈɰweɾo]). En espagnol ancien, le tréma jouait le même rôle dans d'autres groupes tels que qüa, qüe et qüi, pour transcrire les groupes [kwa], [kwe] et [kwi] qui ne sont actuellement écrits que 'cua', 'cue' et 'cui' respectivement (quando).  
Un troisième cas est celui de la poétique, où l'on peut écrire un tréma sur la première de deux voyelles afin de détruire le diphthongue résultant et en créer ainsi un hiatus : süave [su.ˈa.βe] non [ˈswa.βe]. C'est ce que l'on appelle en français la diérèse (dialefa en espagnol). À la différence du français, le tréma espagnol doit toujours être placé sur la première des deux voyelles.

### En hongrois
En hongrois, ‹ ö › et ‹ ü › sont des lettres indépendantes, placées après le ‹ ó › et le ‹ ú ›.
Le tréma hongrois permet de noter une voyelle « aigüe » ou « claire » (voyelle antérieure) en regard d'une voyelle dite « grave », « profonde » ou « sombre » (voyelle postérieure), à laquelle elle s'oppose dans l'harmonie vocalique.
Le son ‹ o › (comme dans « bateau ») devient ainsi ‹ ö › (« eu », comme dans « feu ») et le son ‹ u › (« ou », comme dans « cou ») devient ‹ ü › (u, comme dans « rue »).
Il existe par ailleurs un double accent aigu, diacritique spécifique du hongrois, qui fonctionne comme la combinaison d'un tréma (voyelle antérieure) et d'un accent aigu (voyelle longue), et donne ainsi des voyelles antérieures longues. Les lettres ‹ ő › et ‹ ű › sont également des lettres à part entière de l'alphabet hongrois (voir double accent aigu).

### Langues océaniennes
Le tréma est utilisé par les linguistes dans certaines langues du Vanuatu telles que l'araki et le mavea, pour représenter les consonnes linguo-labiales : m̈ [n̼], p̈ [t̼], v̈ [ð̼].
Il est utilisé en tahitien pour noter la particule de rappel ïa.

## Utilisation dans les langues à écriture cyrillique

### En russe
Le russe utilise le tréma sur la lettre ‹ е › pour noter le son [jo] accentué. On aura ainsi все (« tous ») et всё (« tout »). La lettre ‹ ё › apparaît généralement en remplacement d'une lettre е ou о sous l'accent, par exemple весёлый (« gai ») à mettre en regard avec весело (« gaiement »). Toutefois, cette distinction apparaît rarement hors des ouvrages destinés à l'enseignement : on écrira ainsi indifféremment все ou всё, à charge au lecteur de faire la distinction à l'oral. La lettre ё note aussi parfois les sons [ø] et [œ] dans la transcription de mots étrangers : гримёр (« maquilleur », du français « grimeur ») et серьёзный (« sérieux »).

### En ukrainien
L'ukrainien ne connaît pas le ‹ ё › russe, mais utilise le tréma pour distinguer ‹ ї › [ji] de ‹ і › [i].

## Représentations informatiques
|                | Tréma minuscule | Tréma minuscule | Tréma majuscule | Tréma majuscule |
| -------------- | --- | --- | --- | --- |
|                | Avec les touches du clavier sans alt | Avec la touche alt et le pavé numérique | Avec les touches du clavier sans alt | Avec la touche alt et le pavé numérique |
| Clavier azerty | - Appuyez sur la touche Maj. (Shift) et maintenez-la enfoncée - Appuyez sur la touche ^ et maintenez-la enfoncée - Relâchez les touches - Appuyez ensuite sur la touche a, e, i, o, u, y = ä, ë, ï, ö, ü, ÿ                         | Avec la touche alt maintenue appuyée, composez la suite des chiffres suivants puis relâcher : - Alt + 0228 pour ä - Alt + 0235 pour ë - Alt + 0239 pour ï - Alt + 0246 pour ö - Alt + 0252 pour ü - Alt + 0255 pour ÿ | - Appuyez sur la touche Maj. (Shift) et maintenez-la enfoncée - Ensuite, appuyez sur la touche ^ et maintenez-la enfoncée - Appuyez sur la touche a, e, i, o, u = Ä, Ë, Ï, Ö, Ü | Avec la touche alt maintenue appuyée, composez la suite des chiffres puis relâcher : - Alt + 0196 pour Ä - Alt + 0203 pour Ë - Alt + 0207 pour Ï - Alt + 0214 pour Ö - Alt + 0220 pour Ü - Alt + 0159 pour Ÿ |
| Clavier qwerty | - Appuyez sur la touche Maj. (Shift) et maintenez-la enfoncée - Appuyez sur la touche où se trouve la cédille ¸ et ¨ , maintenez-la enfoncée - Relâchez les touches - Appuyez ensuite sur la touche a, e, i, o, u = ä, ë, ï, ö, ü ï | Avec la touche alt maintenue appuyée, composez la suite des chiffres suivants puis relâcher : - Alt + 0228 pour ä - Alt + 0235 pour ë - Alt + 0239 pour ï - Alt + 0246 pour ö - Alt + 0252 pour ü - Alt + 0255 pour ÿ | - Activer le verrouillage des majuscules en appuyant une fois sur la touche verr.maj./caps lock - Appuyez sur la touche Maj. (Shift) et maintenez la enfoncée - Appuyez sur la touche où se trouve la cédille ¸ et ¨ , maintenez-la enfoncée - Relâchez ensuite les deux touches - Appuyez sur la touche a, e, i, o, u = Ä, Ë, Ï, Ö, Ü | Avec la touche alt maintenue appuyée, composez la suite des chiffres puis relâcher : - Alt + 0196 pour Ä - Alt + 0203 pour Ë - Alt + 0207 pour Ï - Alt + 0214 pour Ö - Alt + 0220 pour Ü - Alt + 0159 pour Ÿ |